# Attack on Titan
Attack on Titan is een Japanse mangaserie geschreven door Hajime Isayama, waarvan ook een gelijknamige animeserie is gemaakt. De manga werd op 9 september 2009 voor het eerst gepubliceerd in Bessatsu Shōnen Magazine en op 9 april 2021 in 34 tankōbon (boekdelen) uitgebracht.

## Plot
Het verhaal speelt zich af in een wereld waar de mensheid in steden woont die omgeven zijn door enorme muren, als verdediging tegen de Titanen, reusachtige humanoïde wezens die mensen eten. Het verhaal draait om Eren Jaeger en zijn vrienden Mikasa Ackerman en Armin Arlert. Zij zijn bij het leger gegaan om tegen de Titanen te vechten nadat die hun stad zijn binnengedrongen.

## Stemvertolking

### Belangrijkste rollen
| Acteur           | Personage       | Seizoen | Seizoen | Seizoen | Seizoen | Seizoen |
| Acteur           | Personage       | 1       | 2       | 3       | 4       | T       |
| ---------------- | --------------- | ------- | ------- | ------- | ------- | ------- |
| Yui Ishikawa     | Mikasa Ackerman | 22 afl. | 11 afl. | 22 afl. | 24 afl. | 79      |
| Yûki Kaji        | Eren Jaeger     | 24 afl. | 11 afl. | 20 afl. | 23 afl. | 78      |
| Marina Inoue     | Armin Arlert    | 23 afl. | 10 afl. | 21 afl. | 21 afl. | 75      |
| Kishô Taniyama   | Jean Kirschtein | 18 afl. | 6 afl.  | 21 afl. | 21 afl. | 66      |
| Hiro Shimono     | Connie Springer | 14 afl. | 11 afl. | 18 afl. | 22 afl. | 65      |
| Romi Park        | Hange Zoe       | 9 afl.  | 9 afl.  | 19 afl. | 17 afl. | 54      |
| Hiroshi Kamiya   | Levi Acherman   | 13 afl. | 5 afl.  | 20 afl. | 12 afl. | 50      |
| Yoshimasa Hosoya | Reiner Braun    | 10 afl. | 12 afl. | 6 afl.  | 19 afl. | 47      |
| Yû Kobayashi     | Sasha Braus     | 12 afl. | 10 afl. | 17 afl. | 6 afl.  | 45      |
| Daisuke Ono      | Erwin Smith     | 14 afl. | 7 afl.  | 17 afl. | 1 afl.  | 39      |
| Shiori Mikami    | Historia Reiss  | 7 afl.  | 11 afl. | 11 afl. | 4 afl.  | 33      |
| Takehito Koyasu  | Zeke            |         | 3 afl.  | 6 afl.  | 20 afl. | 29      |
| Kenshô Ono       | Floch Forster   |         |         | 6 afl.  | 18 afl. | 24      |
| Ayane Sakura     | Gabi Braun      |         |         |         | 24 afl. | 24      |
| Masahiko Tanaka  | Dot Pixis       | 6 afl.  | 3 afl.  | 6 afl.  | 8 afl.  | 23      |
| Yû Shimamura     | Annie Leonhart  | 8 afl.  | 2 afl.  | 1 afl.  | 10 afl. | 21      |
| Manami Numakura  | Pieck Finger    |         |         | 1 afl.  | 19 afl. | 20      |
| Jirō Saitō       | Theo Magath     |         |         |         | 20 afl. | 20      |
| Natsuki Hanae    | Falco Grice     |         |         |         | 19 afl. | 19      |
| Saki Fujita      | Ymir            | 6 afl.  | 9 afl.  | 2 afl.  |         | 17      |

## Prijs
- De serie werd in 2022 uitgeroepen tot Anime van het Jaar tijdens de Crunchyroll Anime Awards.